# 馬可斯·尼斯佩
馬可斯·尼斯佩（德語：Marcus Nispel，1963年5月26日—），德國男導演、編劇和製片人，擅長拍攝恐怖電影，且時常重拍舊作。除了電影外，尼斯佩也時常執導電視廣告和MV作品。

## 生平
馬可斯·尼斯佩出生於西德美因河畔法蘭克福。在麥克奈爾兵營附近長大，並透過與士兵孩子玩耍來學習英語。15歲時，他在一家名為的精品店找到了一份工作。之後隨著從事廣告工作接觸美國文化。
尼斯佩本打算以電影《魔鬼末日》（1999年）當成長片處女作，但由於預算問題而在拍攝前辭職。他發現大預算的電影令自己綁手綁腳。大約在同一時間，他為現場要求而寫的一份長達64頁的宣言被公開洩露。
在2021年的一次採訪中，尼斯佩爾宣布已從電影導演行業退休，改從事房地產開發商。

## 作品列表
| 年份 | 標題               | 職位 | 職位 | 職位 | 附註       |
| 年份 | 標題               | 導演 | 監製 | 編劇 | 附註       |
| ---- | ------------------ | ---- | ---- | ---- | ---------- |
| 2003 | 《德州電鋸殺人狂》 | 是   |      |      |            |
| 2004 | 《科學怪人2004》   | 是   | 是   |      | 電視電影   |
| 2007 | 《征服者》         | 是   | 是   |      |            |
| 2009 | 《黑色星期五》     | 是   |      |      |            |
| 2011 | 《王者之劍3D》     | 是   |      |      |            |
| 2015 | 《鬼附身》         | 是   | 是   | 是   | 兼故事創作 |

## 外部連結
- 官方网站
- 馬可斯·尼斯佩在互联网电影资料库（IMDb）上的資料（英文）
- The Hollywood Reporter （页面存档备份，存于）
- Marcus Nispel （页面存档备份，存于） at the Music Video Database